# Glossator

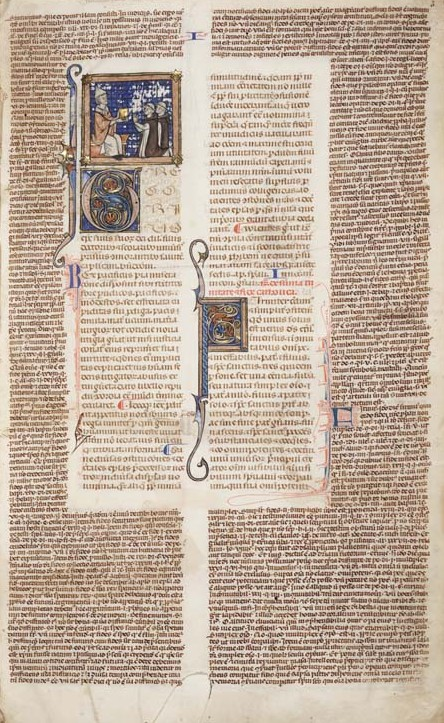
Een pagina uit de Glossa Ordinaria

Een glossator (letterlijk: (iemand) die glossen schrijft) was in de middeleeuwen een Italiaanse jurist die glossen schreef. Glossen zijn verklarende kanttekeningen uit het Corpus Iuris Civilis die in de marge of tussen de regels van de tekst werden bijgeschreven. In deze glossen werd de betekenis verklaard van een woord of werd de tekst nader toegelicht. Vaak zijn glossen voorzien van een teken, een zogenaamd siglum, die de beginletter van de naam van de glossator aangeeft.
De glossatoren oriënteerden zich in het Romeins recht, dat gebaseerd was op de Digesten en de Codex Justinianus. In die periode, vanaf ca. 1100 tot ca. 1300, was het Corpus Iuris geen geldend recht. Het kreeg echter wel een toenemende interesse van juristen, eerst alleen door Italiaanse juristen, later door juristen uit Frankrijk en Duitsland.

## Invloed van de glossatoren
In Bologna werd in 1120 de eerste glossatorenschool gesticht door Irnerius. Met de herontdekking van de Littera Florentina, een oud handschrift dat de Digesten bevatte, werd de studie van het Romeins recht mogelijk. Irnerius was de eerste die het handschrift van uitgebreid glossencommentaar voorzag. Na het overlijden van Irnerius namen zijn vier leerlingen, Bulgarus, Martinus Gosia, Jacobus de Boragine en Hugo de Porta Ravennate het stokje over. Deze leerlingen werden ook wel de vier doctoren (quatuor doctores) genoemd.
Tijdens de Rijksdag van Roncaglia in 1158 vroeg Keizer Frederik I Barbarossa de vier doctoren om te bevestigen dat hij ook onder de lijn van Romeinse keizers viel. Dit deden de doctoren. Als beloning verklaarde Barbarossa de universiteit van Bologna autonoom.
De laatste bekende glossator was Accursius, de auteur van de Glossa Ordinaria dat ongeveer 100.000 glossen bevat.